# Économie en France
Ne doit pas être confondu avec Économie de la France.
Pour des articles plus généraux, voir Économie (discipline) et Sciences économiques.
 (août 2018).
Si vous disposez d'ouvrages ou d'articles de référence ou si vous connaissez des sites web de qualité traitant du thème abordé ici, merci de compléter l'article en donnant les références utiles à sa vérifiabilité et en les liant à la section « Notes et références ».
L'économie s'est développée en France dès le XVIIe siècle avec le mercantilisme. Au XVIIIe siècle, des auteurs comme François Quesnay ont eu une forte influence sur la pensée économique. Au début du XIXe siècle, Jean-Baptiste Say est considéré comme l'un des grands auteurs de la pensée économique classique au même titre que des auteurs comme l'anglais David Ricardo.
L'économie en France est caractérisée par un important clivage entre le courant orthodoxe et les courants hétérodoxes (école de la régulation, économie des conventions, etc). 
Quatre économistes français ont reçu le prix de la Banque de Suède en sciences économiques en mémoire d'Alfred Nobel : Gérard Debreu en 1983, Maurice Allais en 1989, Jean Tirole en 2014 et Esther Duflo en 2019.

## Histoire

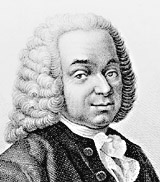
François Quesnay (1694-1774)

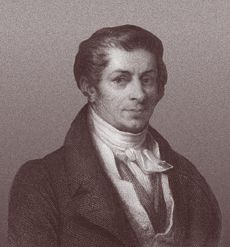
Jean-Baptiste Say.

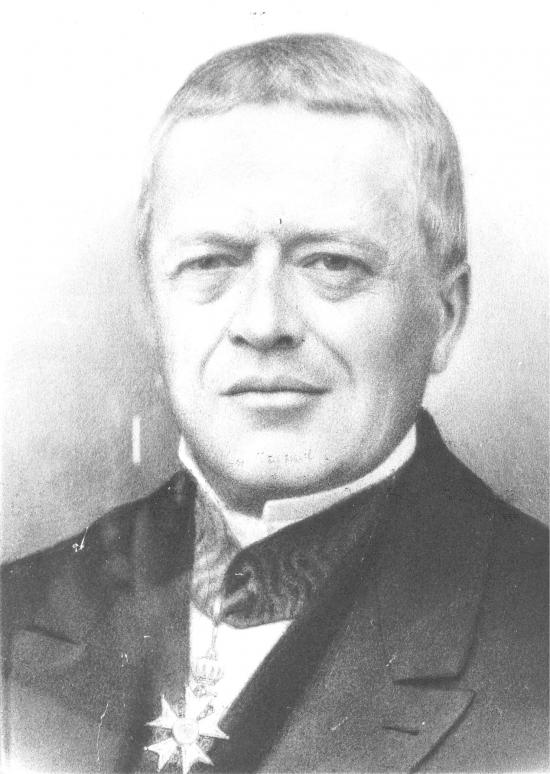
Antoine-Augustin Cournot est l'un des pères fondateurs de l'économie industrielle.

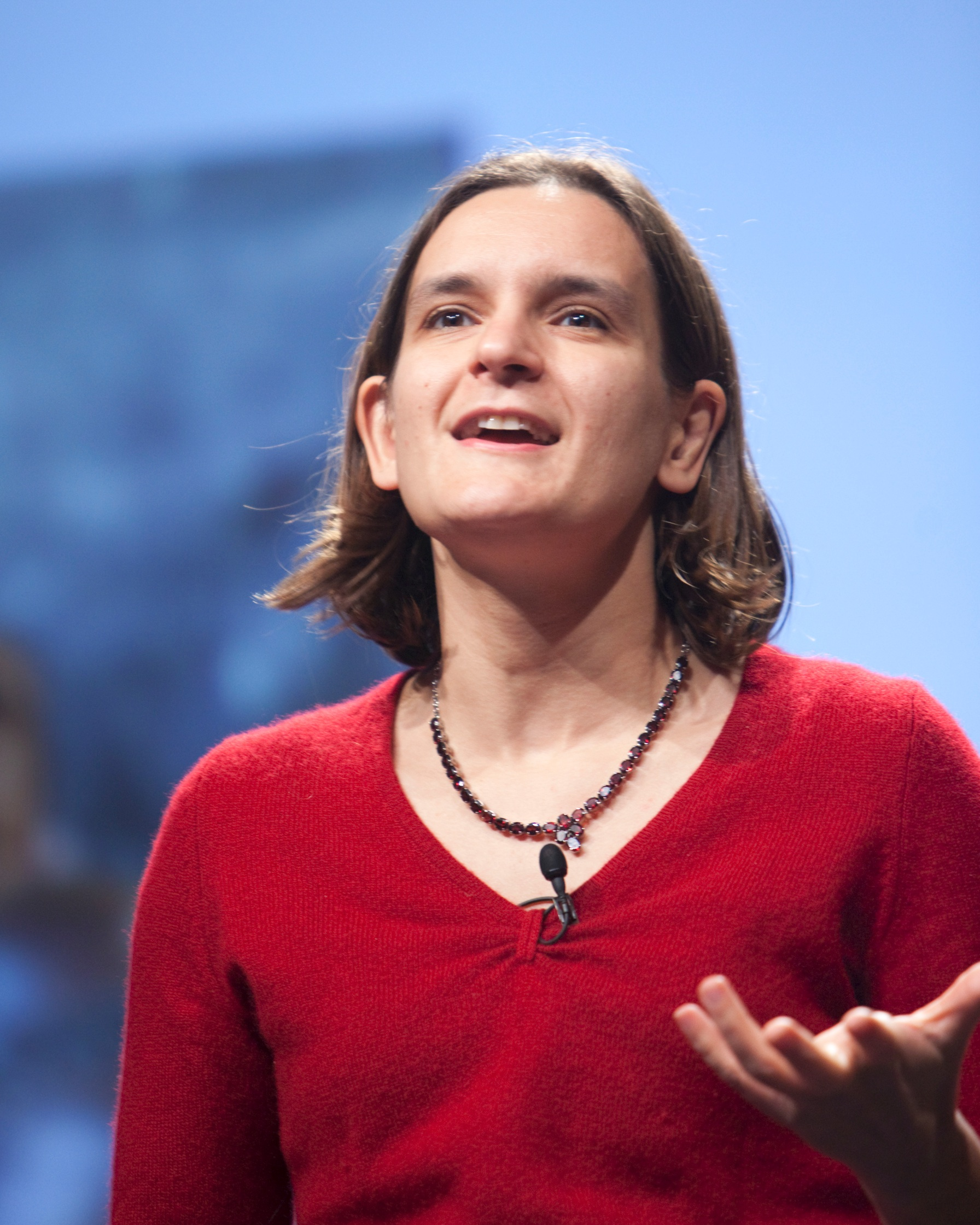
Esther Duflo est l'une des quatre français qui ont gagné le Prix Nobel

### Années 1930
À la suite de la crise économique de 1929, un groupe d'anciens élèves de l'école polytechnique crée le Centre polytechnicien d'études économiques, connu sous le nom de X-Crise. Le groupe avec notamment Robert Gibrat et Georges Guillaume a joué un rôle pour diffuser les travaux de la Société d'économétrie en France et propose régulièrement des « Notes sur l'économétrie ».

### Années 1950
En 1950 est créée l'Association française de science économique, l'association professionnelle des économistes de France.

### Années 1970
Dans les années 1970, Michel Aglietta et Robert Boyer fondent l'école de la régulation, une approche économique alternative à l'approche classique.
Sous l'impulsion du Premier ministre Raymond Barre, deux instituts sont créés le Centre d'études prospectives et d'informations internationales en 1978 et l'Observatoire français des conjonctures économiques en 1981.

### Années 1980
En 1988, Maurice Allais est le premier français à recevoir le Prix de la Banque de Suède en sciences économiques en mémoire d'Alfred Nobel.
Dans les années 1980, Jean-Jacques Laffont crée à Toulouse l'Institut d'économie industrielle, un laboratoire de renommée internationale en économie industrielle.

### Années 1990
En 1997, le premier ministre Lionel Jospin crée le Conseil d'analyse économique pour conseiller le premier ministre.

### Années 2000
En 2000, le Cercle des économistes crée le Prix du meilleur jeune économiste de France. Sur le modèle de la médaille John-Bates-Clark, le prix récompense un économiste de nationalité française âgé de moins de 40 ans.
Au début des années 2000, le Mouvement des étudiants pour la réforme de l'enseignement de l'économie (Autisme en économie) conteste la manière dont l'économie est enseignée en France et prône une plus grande pluralité dans l'enseignement de l'économie. 
Au milieu des années 2000 se développe une blogosphère économique en France. Cette blogosphère est animée aussi bien par des économistes amateurs comme Éconoclaste que par des économistes académiques comme Bernard Salanié ou Étienne Wasmer.
A la fin des années 2000, deux français sont lauréats de la Médaille John-Bates-Clark : Emmanuel Saez en 2009 et Esther Duflo en 2010.
En 2009, des économistes hétérodoxes français créent l'Association française d'économie politique, une nouvelle société savante destinée à promouvoir le pluralisme en économie.

### Années 2010
En réaction à l'absence de remise en cause de la science économique à la suite de la crise des subprimes, plusieurs économistes français publient en 2010 le Manifeste des économistes atterrés et créent en 2011 l'association Les Économistes atterrés. 
En 2013-2014, l'ouvrage de Thomas Piketty Le Capital au XXIe siècle rencontre un succès mondial. 
Dans les années 2010, deux français sont lauréats du Prix de la Banque de Suède en sciences économiques en mémoire d'Alfred Nobel : Jean Tirole en 2014 et Esther Duflo en 2019.
En 2016, Pierre Cahuc et André Zylberberg créent une importante controverse parmi les économistes français avec la publication de leur ouvrage Le Négationnisme économique.

## Recherche
Actuellement, la France compte de grands centres de recherche en économie notamment avec l'École d'économie de Paris, le Centre de recherche en économie et statistique et la Toulouse School of Economics.

## Enseignement

### Enseignement secondaire
En France, l'économie est enseignée dès l'enseignement secondaire à travers le programme de sciences économiques et sociales ou de mathématiques appliquées aux sciences sociales.

### Enseignement supérieur
Dans l'enseignement supérieur, l'économie est enseignée à la faculté à travers les cursus comme le Diplôme d'études universitaires générales en économie et gestion
Depuis le début des années 1980, l'économie est enseignée dans les classes préparatoires lettres et sciences sociales qui permettent d'accéder à l'École normale supérieure de Paris, École normale supérieure Paris-Saclay et École normale supérieure de Lyon.

## Revues françaises
- Revue économique
- Revue française d'économie
- Économie & Prévision
- Économie et Statistique / Economics and Statistics

## Sociétés savantes
- Association française de science économique (AFSE)[5] ;
- Association française d'économie politique.

## Prix
- Prix du meilleur jeune économiste de France

### Médias
- Alternatives économiques

### Blogosphère
- Éconoclaste